# Capilla de los Reyes Magos del Palazzo di Propaganda Fide
La capilla de los Reyes Magos es una iglesia de Roma dedicada a Cristo adorado por los Reyes Magos. Se encuentra dentro del Palazzo di Propaganda Fide y es obra de Francesco Borromini.

## Historia

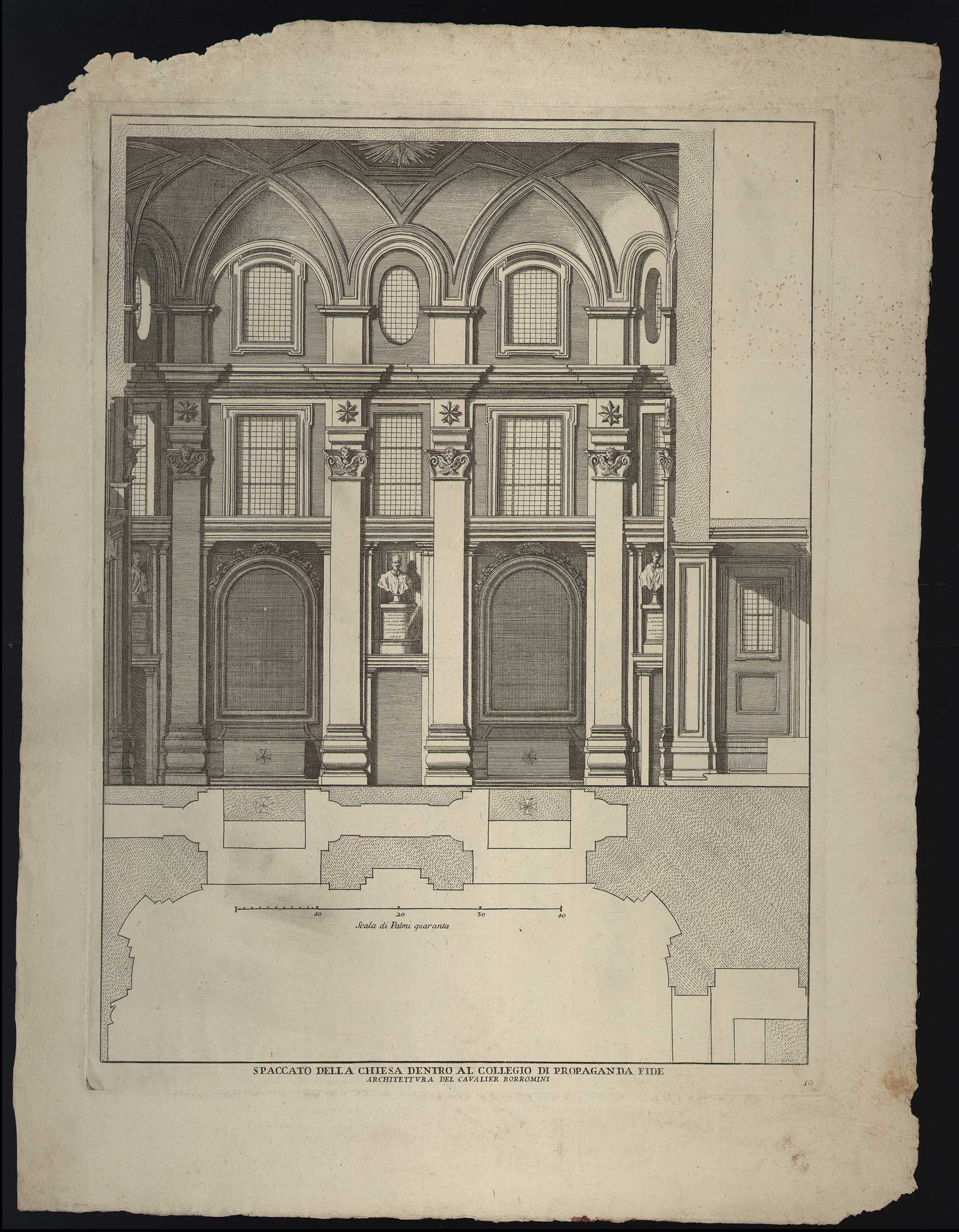
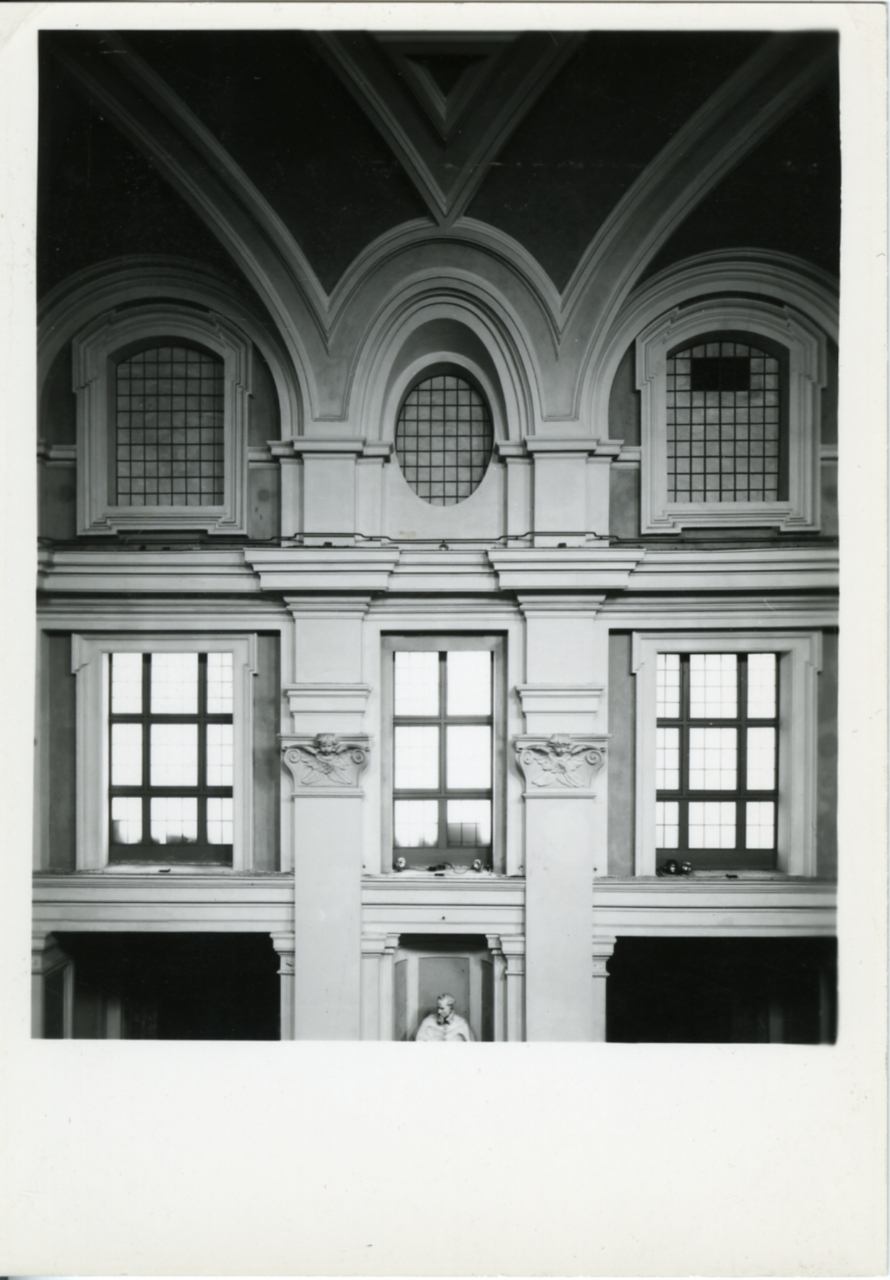

La iglesia fue construida por primera vez por Gian Lorenzo Bernini, con planta ovalada, como parte de la renovación del palacio Farrattini. Con el advenimiento del Papa Inocencio X Pamphili, la supervisión de las obras se le quitó a Bernini y se le dio a Borromini. Reestructuró toda la manzana y, tras demoler la iglesia de Bernini, la reconstruyó entre 1662 y 1664. Se agregaron decoraciones durante los dos siguientes años. Fue consagrada el 18 de abril de 1729. Durante el siglo XIX, se superpuso una decoración de mármol falso, que luego se eliminó en 1955.

## Obra de arte
Destacan la Conversión de San Pablo de Carlo Pellegrini (1635) en la primera capilla a la derecha y, en el altar, la Adoración de los Magos, de Giacinto Gimignani (1634) coronada por la Misión de los Apóstoles de Lazzaro Baldí Todas las obras provienen de la iglesia anterior de Bernini.